# Pseudosmittia azoricus
Pseudosmittia azoricus är en tvåvingeart som först beskrevs av Stora 1945.  Pseudosmittia azoricus ingår i släktet Pseudosmittia och familjen fjädermyggor. Inga underarter finns listade i Catalogue of Life.